# Fasciculus cuneatus

Querschnitt durch das Rückenmark, 3b bezeichnet den Fasciculus cuneatus

Der Fasciculus cuneatus (lat., dt. das keilförmige Bündel) ist eine Nervenbahn innerhalb des Rückenmarks. Er leitet epikritische und propriozeptive Informationen von der oberen Extremität und den oberen Rumpfabschnitten zum Gehirn. Der Fasciculus cuneatus gehört mit dem Fasciculus gracilis, dem er sich seitlich anlegt, zu den Hinterstrangbahnen des Rückenmarks. 
Die Nervenfasern des Fasciculus cuneatus verlaufen gleichseitig (ipsilateral) ohne vorherige Umschaltung zum Nucleus cuneatus in der Medulla oblongata, wo sie auf das zweite Neuron umgeschaltet werden. Nach dieser Umschaltung setzen sie sich als Lemniscus medialis fort, in dem die Kreuzung auf die Gegenseite (kontralateral) erfolgt.
Der Fasciculus cuneatus wird nach dem Erstbeschreiber Friedrich Burdach auch als Burdach-Bündel bezeichnet.